# Lasówka pstra
Lasówka pstra (Setophaga coronata) – gatunek małego ptaka z rodziny lasówek (Parulidae), zamieszkujący Amerykę Północną. Bardzo liczny, nie jest zagrożony.

## Systematyka
Systematyka tego gatunku jest kwestią sporną. Autorzy Handbook of the Birds of the World wyróżnili 5 podgatunków:
- S. c. hooveri (McGregor, 1899) – gniazduje na Alasce i w północno-zachodniej Kanadzie (Jukon, środkowe i południowe Terytoria Północno-Zachodnie i północna Kolumbia Brytyjska); zimuje głównie w zachodnich USA i Ameryce Środkowej.
- S. c. coronata (Linnaeus, 1766) – lasówka pstra – gniazduje w południowej Kanadzie (od północno-środkowej Alberty na wschód po Nową Fundlandię i Nową Szkocję) oraz w północno-wschodnich USA (Minnesota i Wisconsin na wschód po Nową Anglię); zimuje głównie w południowo-wschodnich USA, we wschodniej Ameryce Środkowej i na Karaibach, także na Bermudach.
- S. c. auduboni (J. K. Townsend, 1837) – lasówka białoskrzydła – gniazduje w zachodniej Ameryce Północnej od środkowej Kolumbii Brytyjskiej, zachodniej Alberty i Montany na południe przez góry po skrajnie północno-zachodni Meksyk (północna Kalifornia Dolna) i południowe USA (zachodni Teksas); zimuje głównie w południowo-zachodnich USA i Meksyku (lokalnie także dalej na południe po Honduras).
- S. c. nigrifrons Brewster, 1889 – lasówka czarnoczelna – zachodni Meksyk (Chihuahua i Durango).
- S. c. goldmani (Nelson, 1897) – lasówka gwatemalska – środkowa Gwatemala; prawdopodobnie także południowy Meksyk (południowo-wschodnia część stanu Chiapas).

Powyższe ujęcie systematyczne wspierają autorzy Kompletnej listy ptaków świata. Międzynarodowy Komitet Ornitologiczny (IOC) do rangi gatunku podnosi lasówkę gwatemalską (S. goldmani), zaś podgatunki auduboni i nigrifrons wydziela do odrębnego gatunku S. auduboni. Międzynarodowa Unia Ochrony Przyrody (IUCN) uznaje S. auduboni za osobny gatunek, ale zalicza doń trzy podgatunki: auduboni, nigrifrons i goldmani.

## Morfologia
Długość ciała 12,5–15 cm. Ptak ten ma niebieskoszary wierzch ciała, z czarnymi kreskami; ciemię, kuper i ramiona żółte, skrajne sterówki białe; na czarnej masce widoczna biała brew oraz obrączka oczna; gardło białe; górna część piersi czarna; boki ciała w czarne kreski. Upierzenie zimowe samca i samicy podobne, lecz bardziej szare. Samica, samiec w upierzeniu zimowym i młode brązowe.

## Zasięg, środowisko
Iglaste oraz mieszane lasy północnej i zachodniej części Ameryki Północnej. Zimują w środkowej i południowej części Ameryki Północnej, w tym w Ameryce Środkowej. Na tropikalnych zimowiskach przebywają w namorzynach, ciernistych zaroślach, lasach sosnowo-dębowo-jodłowych i zacienionych plantacjach kawy. Izolowane, osiadłe populacje, reprezentujące osobne podgatunki, w zachodnim Meksyku i Gwatemali.

## Status
IUCN dzieli ten takson na dwa gatunki i oba z nich zalicza do kategorii najmniejszej troski (LC, Least Concern). Organizacja Partners in Flight szacuje całkowitą liczebność populacji na 130 milionów dorosłych osobników. Trend liczebności populacji generalnie jest stabilny, choć w latach 1966–2015 odnotowano niewielki spadek liczebności.